# Limbodessus lornaensis
Limbodessus lornaensis är en skalbaggsart som beskrevs av Watts och Humphreys 2009. Limbodessus lornaensis ingår i släktet Limbodessus och familjen dykare. Inga underarter finns listade i Catalogue of Life.